# Count Three & Pray
Count Three & Pray è il quarto album in studio del gruppo musicale statunitense Berlin, pubblicato il 13 ottobre 1986.
Qui è contenuto il singolo Take My Breath Away dello stesso anno, usato anche come colonna sonora del film Top Gun.

## Tracce
1. Will I Ever Understand You – 4:42
2. You Don't Know – 4:28
3. Like Flames – 5:07
4. Heartstrings – 4:13
5. Take My Breath Away – 4:12
6. Trash – 3:39
7. When Love Goes to War – 4:12
8. Hideaway – 5:08
9. Sex Me, Talk Me – 4:43
10. Pink and Velvet – 6:41